# Cory in the House
Cory in the House là một bộ phim truyền hình phát sóng trên kênh Disney Channel từ ngày 12 tháng 1 năm 2007 đến 12 tháng 9 năm 2008 và là phim bên lề của series That So Raven. Bộ phim xoay quanh Cory Baxter cùng bố cậu, Victor Baxter chuyển từ San Francisco, California tới Washington, D.C. sống và làm việc tại Nhà Trắng. Đây cũng là phim bên lề đầu tiên và duy nhất phát sóng trên Disney Channel.

## Nội dung chính
Cory là một cậu bé được chuyển tới Nhà Trắng để sống nhờ tài năng đầu bếp của bố và học ở trường mới tên Geogre Washington và các bạn mới, cuộc sống mới.

### Các nhân vật chính
- Cory Baxter (Kyle Massey): Là một cậu bé yêu tiền và muốn là một nhà doanh nhân ở Nhà Trắng, nhiều trò tinh nghịch của cậu có lúc làm cho cả Nhà Trắng phải hỗn loạn, thích bán các đồ cho người tham quan Nhà Trắng để lấy tiền, làm tay trống trong band DC3. Cậu là em của Raven Baxter, nhân vật chính trong series That's So Raven.
- Candy Smiles (Jordan Puryear): Là bạn gái của Cody và chơi thân với Meena, có tính ghen và luôn luôn yêu thương Cory.
- Meena Paroom (Maiara Walsh): là cô gái người Bahavia và là con gái của đại sứ Bahavia, bạn thân của Cory, từng là một người mà Cory thích, vui vẻ, học giỏi, làm ca sĩ trong band DC3.
- Newton "Newt" Livingston III (Jason Dolley): Là cậu bạn thân của Cory, thích xây khu công viên giải trí ở sân trường, được bầu là trưởng của khối nhờ một câu Ai thèm quan tâm,là tay ghita trong band DC3.
- Victor Baxter Rondell Sheridan): Là bố của Cory rất giỏi về đầu bếp và luôn khuyên nhủ Cory.
- Tổng thống Richard Martinez (John D'Aquino): Là tổng thống Hoa Kỳ, hài hước, thích nói một câu Vì tôi là tổng thống Hoa Kỳ.
- Sophie Martinez (Madison Pettis): Là con gái của tổng thống và là một cô bé khá nghịch ngợm, thích trêu chọc Cory và luôn phá kế hoạch kinh doanh của Cory, thích chơi trò Cá heo hâm hâm, luôn được bố chiều chuộng.

### Nhân vật khách mời
- Bố của Meena: Là đại sứ Bahavia, người tôn trọng luật lệ của người Bahavia, ông thích nghe người thổi sáo mũi và không thích nhạc rap, thích ăn cánh gà cỡ lớn.
- Alexander: một người làm chủ thư viện của quán nước trái cây và thuê ban nhạc 3x về hát (lương chỉ là một ly nước trái cây),vui vẻ, hài hước, thích tấm nắng.
- Samantha Samuels (Lisa Arch): Vui vẻ, không ưa Cory cho lắm, rất nhiệt tình trong công việc và thích có tiệc ngủ (nhưng cô quá lớn để tổ chức việc ngủ),rất quan tâm tới Sophie, rất yêu thương The Rock.
- Jason Stickler (Jake Thomas): Rất thích Meena và yêu nghề điệp viên giống bố (bố cậu là chủ tịch của CIA), cậu có đủ đồ nghề của điệp viên, có lúc có ích cho nhóm của Cory và luôn luôn bị Cory và Meena ghét và tránh xa.
- Raven Baxter (Raven-Symoné): Là chị gái của Cory và là nhân vật chính của series That's So Raven, thích làm nghề thiết kế thời trang, xuất hiện ở tập 16 "Raven in the House" (có lần đã thiết kế bộ hướng dẫn viên cho Nhà Trắng), rất ghét Cory và những trò đùa của Cory, nhưng có mấy lúc lại rất thương và hòa đồng với Cory.
- The Rock (Dwayne Johnson): Là nhà vô địch đấu vật, đã từng được mời vào Nhà Trắng, rất yêu Samantha Samuels.

## Các nước từng phát sóng bộ phim
| Country | Network                                        | Series Premiere Date                    |
| --- | ---------------------------------------------- | --------------------------------------- |
| Hoa Kỳ | Disney Channel                                 | 12 tháng 1 năm 2007                     |
| Canada | Family\|VRAK.TV                                | 12 tháng 1 năm 2007                     |
| Hy Lạp | Disney XD (Greece)                             | 2009                                    |
| United Kingdom | Disney Channel UK Disney XD (UK & Ireland)     | 28 tháng 1 năm 2007 5 tháng 9 năm 2009  |
| Bồ Đào Nha | Disney Channel Bồ Đào Nha                      | March, 2007                             |
| Pháp | Disney Channel France                          | 24 tháng 4 năm 2007                     |
| Poland | Disney Channel Poland                          | 13 tháng 4 năm 2007                     |
| The Netherlands | Disney Channel Benelux                         | 4 tháng 1 năm 2010                      |
| Bỉ | Disney Channel Benelux                         | 4 tháng 1 năm 2010                      |
| Đức | Disney Channel Germany                         | 24 tháng 3 năm 2007                     |
| Châu Á, Australia và Pacific Island - Hàn Quốc - Australia - Philippines - Malaysia - Singapore - Thái Lan - Hong Kong - Đài Loan - Việt Nam - Indonesia - Lào - Campuchia | Disney Channel Asia & Disney Channel Australia | 27 tháng 4 năm 2007                     |
| Scandinavia - Đan Mạch - Phần Lan - Thuỵ Điển - Na Uy | Disney Channel Scandinavia                     | 13 tháng 4 năm 2007                     |
| Ý | Disney Channel Italy                           | 16 tháng 5 năm 2007                     |
| South Asia - India - Pakistan - Bangladesh | Disney Channel India                           | 9 tháng 6 năm 2007, 3 tháng 11 năm 2008 |
| Middle East - Liban - Kuwait - Algérie - Arab Emirates - Jordan - Other Arab Countries                                                                                     | Disney Channel Middle East                     | 2007                                    |
| Israel | Disney Channel Israel                          | 2007                                    |
| Nhật Bản | Disney Channel Japan                           | 2007                                    |
| Brasil | Disney Channel                                 | 8 tháng 7 năm 2007/4 tháng 5 năm 2009   |
| Mỹ Latinh - Argentina - Chile - Venezuela - Ecuador - Colombia - Cuba - Peru - Cộng hòa Dominica - México - Panama - Costa Rica                                            | Disney Channel Latin America                   | 10 tháng 6 năm 2007                     |
| Ireland | RTÉ Two                                        | tháng 1 năm 2009                        |